# 澤の屋旅館

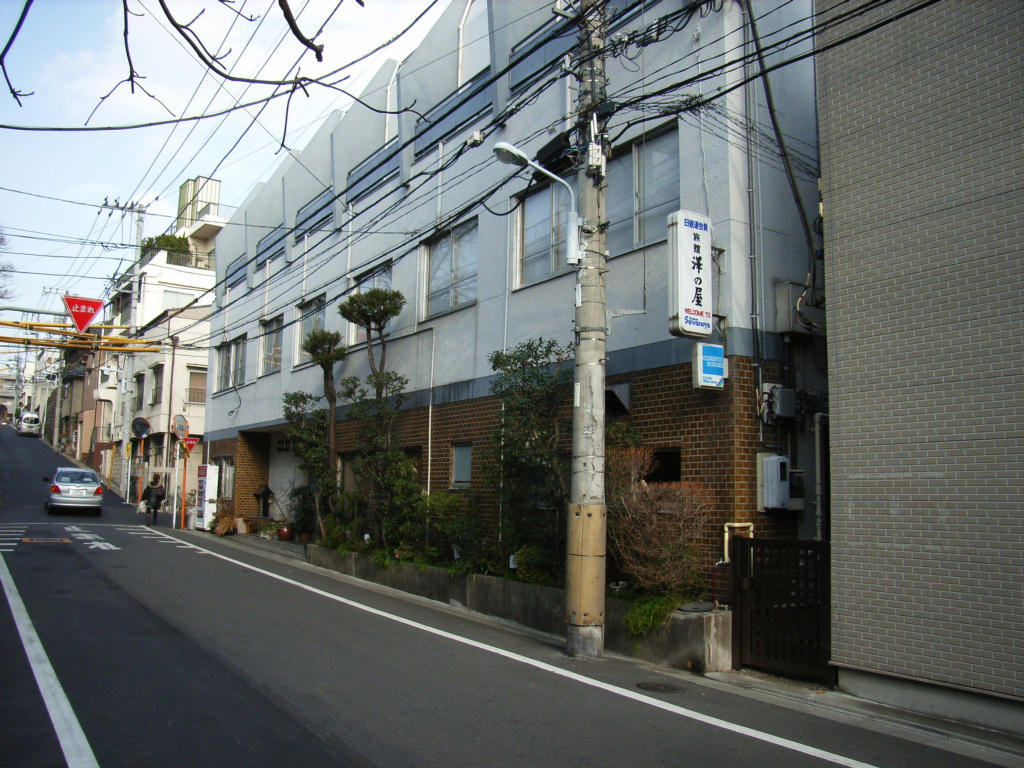
谷中の「澤の屋旅館」

澤の屋旅館（さわのやりょかん、SAWANOYA RYOKAN）は、東京都台東区谷中にある旅館である。昭和24年開業。当初は8部屋で開始。観光庁による「『観光カリスマ百選』選定委員会」にて観光カリスマと選定された澤功が館主を務める。世界各国の旅行者が使う口コミサイト「トリップアドバイザー」では、2015年11月現在、他の有名旅館やホテルをおさえて都内満足度1位。
1981年から「ロンリープラネット」の日本版に掲載され、外国人観光客の受け入れを始めた。

## 施設概要
- 開業:1949年
- 住所:東京都台東区谷中2-3-11
- 客室数:12室
- 最寄駅：東京メトロ千代田線「根津駅」

## 参照
- 澤功（さわ　いさお）|観光カリスマ一覧|人材の育成・活用|施策|観光庁
- 外国人旅行者受け入れに情熱を燃やし続ける｢谷中のお父さん｣－澤の屋旅館・澤功さん（前編） - 上野経済新聞
- 外国人旅行者受け入れに情熱を燃やし続ける｢谷中のお父さん｣－澤の屋旅館・澤功さん（後編） - 上野経済新聞
- 澤の屋の本（英語版）が出版されました。
- 澤の屋旅館の本　第２弾「ようこそ旅館　奮闘記」が出版されました。
- 『「澤の屋旅館」は外国人になぜ人気があるのか』(安田亘宏著)（彩流社、2010年）